# Äthiopischer Kalender
Der äthiopische Kalender ist eine Variante des koptischen Kalenders. In der Jahreszählung ist der äthiopische Kalender dem Koptischen um 276 Jahre voraus. Er wird in Äthiopien und bei Dokumenten der äthiopischen und eritreischen orthodoxen Tewahedo-Kirche verwendet. 

## Jahreszählung
Die äthiopische Jahreszählung läuft dem gregorianischen Kalender 7 Jahre und etwa 8 Monate hinterher. In den Jahren 1900 bis 2100 gregorianischer Zeitrechnung beginnt das äthiopische Kalenderjahr im Allgemeinen am 11. September, das Jahr nach einem äthiopischen Schaltjahr dagegen am 12. September (das ist der 12. September vor einem gregorianischen Schaltjahr). So begann beispielsweise am 12. September 2007 das äthiopische Jahr 2000.
Da der äthiopische Kalender so wie der julianische, im Unterschied zum gregorianischen, keine Ausnahmen vom Vierjahreszyklus der Schaltjahre kennt, sind christliche Feiertage zu denen der westlichen Kirchen zeitversetzt. Innerhalb jedes nach den vier Evangelisten benannten Vierjahreszyklus ist ein Schaltjahr (z. B. das äthiopische Jahr 1999) ein ዘመነ ሉቃስ zämänä Luqas ‚Jahr des Lukas‘.
Die Zeitrechnung wird wie im gregorianischen Kalender auf Christi Geburt zurückgeführt. Der Unterschied in der Jahreszählung beruht auf einem Festhalten der Äthiopier am vor-dionysianischen Geburtsjahr Christi, das 5500 Jahre nach dem damals angenommenen Datum der Schöpfung angesetzt wurde. Epoche ist der 29. August 8 n. Chr. im julianischen Kalender. Die Jahre nach Christi Geburt werden mit ዓ.ም. ʿA.M. (ዓመተ ምሕረት ʿamätä mǝḥrät ‚Jahr der Gnade‘) gekennzeichnet (Jahre in europäischer Zeitrechnung demgegenüber mit እ.ኤ.አ. Ǝ.E.A. = እንደ ኤውሮጳ አቆጣጠር ǝndä Ewrop̣p̣a aqoṭaṭär ‚nach europäischem Kalender‘).
Jahre vor dem Jahr 1 werden bei rückwärtiger Zählung mit ዓክልበ ʿaKlǝbä gekennzeichnet (Abkürzung für ዓመቶች ከክርስቶስ ልደት በፊት ʿamätočč käKrǝstos lǝdät bäfit ‚Jahre vor Christi Geburt‘; das Jahr des legendären Regierungsantritts von Menelik I. 975 v. Chr. wäre also beispielsweise 982 ʿaKlǝbä). Bei traditioneller Zählung wird für diese Jahre die alexandrinische Weltära benutzt, die im Jahr 5493 v. Chr. beginnt. Die so gezählten Jahre werden mit ዓመተ ዓለም ʿamätä ʿaläm (‚Jahr der Welt‘, kurz ዓ.ዓ. A.A.), ዓመተ ፍጥረት ʿamätä fǝṭrät (‚Jahr der Schöpfung‘), ዓመተ አዳም ʿamätä Addam (‚Jahr von Adam‘) oder ዓመተ ፍዳ ʿamätä fǝdda (‚Jahr des Unheils‘) bezeichnet.

## Monate
Wie der Koptische Kalender zählt der äthiopische 13 Monate, wobei die ersten 12 jeweils 30, der 13., der Schaltmonat (Ṗagumen, von griechisch: Epagomenen) hingegen 5 bzw. 6. Tage dauert.
Die letzte Spalte gibt den Beginn eines Monats für den Zeitraum zwischen dem September vor einem (gregorianischen) Schaltjahr bis zum Februar eines Schaltjahres an, zum Beispiel zwischen September 2007 und Februar 2008:
| Altäthiopisch (und Tigrinya, Amharisch) | Koptisch   | Beginn nach greg. Kalender | Beginn vor/in Schaltjahr |
| --------------------------------------- | ---------- | -------------------------- | ------------------------ |
| Mäskäräm                                | Tut        | 11. September              | 12. September            |
| Ṭəqəmt                                  | Babah      | 11. Oktober                | 12. Oktober              |
| Ḫədar                                   | Hatur      | 10. November               | 11. November             |
| Taḫśaś                                  | Kiyahk     | 10. Dezember               | 11. Dezember             |
| Ṭərr                                    | Tubah      | 9. Januar                  | 10. Januar               |
| Yäkatit (Tn. Läkatit)                   | Amshir     | 8. Februar                 | 9. Februar               |
| Mägabit                                 | Baramhat   | 10. März                   | 10. März                 |
| Miyazya                                 | Baramundah | 9. April                   | 9. April                 |
| Gənbot                                  | Bashans    | 9. Mai                     | 9. Mai                   |
| Säne                                    | Ba'unah    | 8. Juni                    | 8. Juni                  |
| Ḥamle                                   | Abib       | 8. Juli                    | 8. Juli                  |
| Nähase                                  | Misra      | 7. August                  | 7. August                |
| Ṗagumen                                 | Nasi       | 6. September               | 6. September             |

(Anmerkung: Diese Daten sind nur vom Jahr 1900 bis ins Jahr 2100 gültig.)

## Monatliche kirchliche Feiertage
Da alle Monate dieselbe Anzahl von 30 Tagen aufweisen, wird jedem der 30 Tage ein bestimmter kirchlicher Feiertag zugewiesen. Die monatlichen Feiertage haben ihren Bezug zu den Feiertagen des Jahresfestkreises. Kirchen, deren Tabot der betreffenden Person oder dem betreffenden Ereignis geweiht ist, feiern an jedem monatlichen Feiertag des Jahres ein Fest. Der 12., 21. und 29. jedes Monats (fett unterlegt) sind allgemeine Feiertage:
1. ልደታ (lïdät) – Geburt Mariens
2. ታዴዎስ – Thaddäus und ኣባ ጉባ – Abba Guba, einer der Neun Heiligen
3. በአታ (ba’ata) – Eintritt Mariens in den Tempel
4. ዮሐንስ ወልደ ነግወድጓድ – Johannes, „Sohn des Donners“
5. አቡነ ገብረ መንፈስ ቅዱስ – Abunä Gabrä Mänfäs Qïddus und ጴጥሮስ ወጳውሎስ – Petrus und Paulus
6. ኢየሱስ (iyäsus) – Jesu Namen (den er bei seiner Beschneidung erhalten hat) und ደብረ ቊስቋም Qwesqwam-Kloster, in dem die Heilige Familie sechs Monate und 10 Tage verbracht haben soll
7. ሥላሴ (sïlasie) – Heilige Dreifaltigkeit
8. አባ ኪሮስ – Abba Kiros
9. ቶማስ – Thomas und ሠለስቱ ምእት – die „300“ Konzilsväter von Nizäa
10. መስቀል (mäsqäl) – Kreuzfest
11. ሐና – Hanna und ገላውዴዎስ – Claudius
12. ሚካኤል – Michael
13. ዘርአ ቡሩክ – Zar’a Burak (der Diener von Abunä Gäbrä Mänfäs Qïddus)
14. አቡነ አረጋዊ – Abuna Aragawi (einer der Neun Heiligen) und ገብረ ክርስቶስ – Gäbrä Krïstos, der Einsiedler
15. ቂርቆስ (qirqos) – Cyriacus
16. ኪዳነ ምሕረት (kidanä mïhrät) – der Bund der Barmherzigkeit
17. እስጢፋኖስ – Stefan und አባ ገሪማ – Abba Garima (einer der Neun Heiligen)
18. ኤዎስጣቴዎስ (Ewostatewos) – Eustachius
19. ገብርኤል – Gabriel
20. ሕንጸተ ቤተ ክርስቲያን በስማ (hïndätä betä krïstiyan bäsïma) – die Errichtung der Marienkirche in Philippi
21. እግዝእትነ ማርያም (ïgzï’ïtna maryam) – Unsere Frau Maria
22. ደቅስዮስ – Ildefons von Toledo
23. ጊዮርጊስ – Georg von Lydda
24. አቡነ ተክለ ሃይማኖት – Abunä Täklä Haymänot
25. መርቆሬዎስ – Mercurius
26. አባ ሰላማ – Frumentius, genannt Abba Sälama
27. መድኃኔ ዓለም (mädhane ’aläm) – Erlöser der Welt
28. አማኑኤል – Amanu’el und አብርሃም ይስሐቅ ያዕቆብ – Abraham, Isaak und Jakob
29. በዓል እግዚእ oder በዓል ወልድ (bä’al ’ïgzio / bä’al wäld) – Fest Gottes bzw. Fest des Sohnes
30. ማርቆስ – Markus